# Cleaveius prashadi
Cleaveius prashadi är en hakmaskart som först beskrevs av T.K. Datta 1940.  Cleaveius prashadi ingår i släktet Cleaveius och familjen Rhadinorhynchidae. Inga underarter finns listade i Catalogue of Life.